# 反坦克步兵

二战在奈梅亨桥英军部署的17磅反坦克炮阵地

反坦克步兵一般指携带反坦克武器的步兵连队或炮兵连队。现代陆军的步兵连队的编制中通常都有反坦克小组，現代的科技例如衛星及無人機，讓反坦克步兵更能準確的接敵及評估戰果，也可以以無人機執行反坦克任務。
反坦克部队出现在二战期间以及以后的各种防御作战中。主要作用是使用各种反坦克武器并组织防御阵地，進行反戰車戰，攻擊摧毀對方的坦克和装甲车。
主要武器有反戰車步槍、火箭彈發射器、反坦克炮、火箭推進榴彈、反戰車飛彈、反坦克地雷、反戰車手榴彈、無後座力砲等等。一些处于劣势的單人小組或者游击队甚至会使用炸药包、甚至燃烧瓶来阻止敌方的机械化进攻，另也可由IED簡易爆炸裝置，破壞阻止敵方坦克裝甲部隊運動。
相関曆史
在二戰前各国對於裝甲部隊的運用理論還並不清晰，對於當時坦克可以使用大口徑反坦克步槍擊穿的薄弱裝甲，主要使用的反裝甲武器是小口徑直瞄火炮和地雷等。二戰前期的蘇芬戰爭，芬蘭游擊隊會使用燃燒瓶，也就是著名的“莫洛托夫雞尾酒”攻擊薄弱的引擎蓋位置以癱瘓坦克。隨著時間推移，出現了更多中大口徑反坦克炮（比如英制17磅炮）來針對坦克日益增厚的裝甲。同時為了加強單兵反坦克能力，各國也紛紛研製單兵使用的反坦克無後坐力炮或者火箭發射器（如美制“巴祖卡”或德制“鉄拳”），這加強了步兵單位面對裝甲的壓制力。在二戰末期，德國使用大量“鐵拳”与“坦克殺手”火箭發射器對盟軍裝甲單位造成了不小的損失。
二戰結束後，隨著制導武器的發展各国相繼研發出許多單兵使用的反坦克導彈。時間步入冷戰期間，西方國家面對蘇聯裝甲洪流的直接威脅，也在發展反坦克武器中投入大量成本，研製出“陶”式反坦克導彈在內的多種經典反坦克武器。蘇聯也在同時期研制出在影視作品和電子游戯中著名的RPG系列以供蘇軍士兵使用。
進入現代化時期，步兵反坦克方式更加多元化。傳統的无后座力炮或火箭發射器都在繼續開發（比如AT4，RPG）與此同時，隨著無人機技術的發展，大量無人機應用於反坦克作戰。除了傳統的大型無人機掛載導彈之外，在俄烏衝突中，用小型四旋翼無人機FPV下掛載反坦克破甲彈頭执行“自殺式”撞擊作戰，使得步兵可以在安全距離外進行作戰，讓反坦克行動的安全性和效率都得到了極大提昇。